# Блау, Гарольд
Гарольд «Гарри» Карлович Блау (нем. Harald Carl Adolf Blau, латыш. Haralds Kārlis Ādolfs Blaus; 24 января [5 февраля] 1885, Медзульская волость, Лифляндская губерния — 4 июня 1944, Аугсбург, Бавария) — российский и латвийский стрелок, бронзовый призёр Олимпийских игр 1912 в составе сборной России.

## Биография
Родился в 1885 году в Лифляндской губернии Российской империи (сейчас территория современной Латвии).
Из семьи балтийских немцев. Отец Карл Блау. Мать Лилия Блау (урождённая фон Цек).
Переехав в Ригу, занялся стрельбой. На Летних олимпийских играх в Стокгольме (1912) в сложной борьбе завоевал бронзовую медаль в дисциплине «трап». Также принимал участие в стрельбе по «Бегущему оленю» со 100 метров в индивидуальном, где занял 20-е место, и командном, где занял пятое место, зачётах.
После 1917 года жил в Латвии. В 1939 году отказался от латвийского гражданства и репатриировался в Германию.
Умер 4 июня 1945 года в Аугсбурге, находившимся в американской зоне оккупации Германии.

## Память
Летом 2012 года в Риге на улице Баложу была установлена памятная табличка на доме, где жил Гарри Блау.